# Liste d'artistes contemporains africains
Ci-dessous sont listés des artistes contemporains africains.

## Artistes

### Afrique du Sud
- Marlène Dumas
- Willie Bester
- Nelisiwe Xaba
- Kendell Geers
- William Kentridge, Protest art
- Tracey Rose

### Algérie
- Lazhar Hakkar
- Slimane Ould Mohand
- Baya
- Abderrahmane Ould Mohand
- Abdelouahab Mokrani
- M'hamed Issiakhem
- Mohammed Khadda
- Hellal Zoubir
- Amina Zoubir

### Angola
- Osvaldo da Fonseca
- Franck Lundangi

### Bénin
- Ishola Akpo, né en 1983 est un photographe et artiste multimédia originaire du Bénin, travaille au Bénin et en France.
- Moufouli Bello
- Charly d'Almeida
- Georges Adéagbo
- Calixte Dakpogan, né en 1958
- Sènami Donoumassou, née en 1991, est une artiste visuelle.
- Pélagie Gbaguidi
- Romuald Hazoumè
- Nobel Koty, est un artiste peintre.
- Emo de Medeiros, né en 1979
- Didier Viodé né en Côte d’Ivoire, est un artiste peintre et photographe d'origine béninoise
- Dominique Zinkpè

### Burkina Faso
- Patrix Blaise
- Ky Siriki né en 1953, sculpteur bronzier

### Cameroun

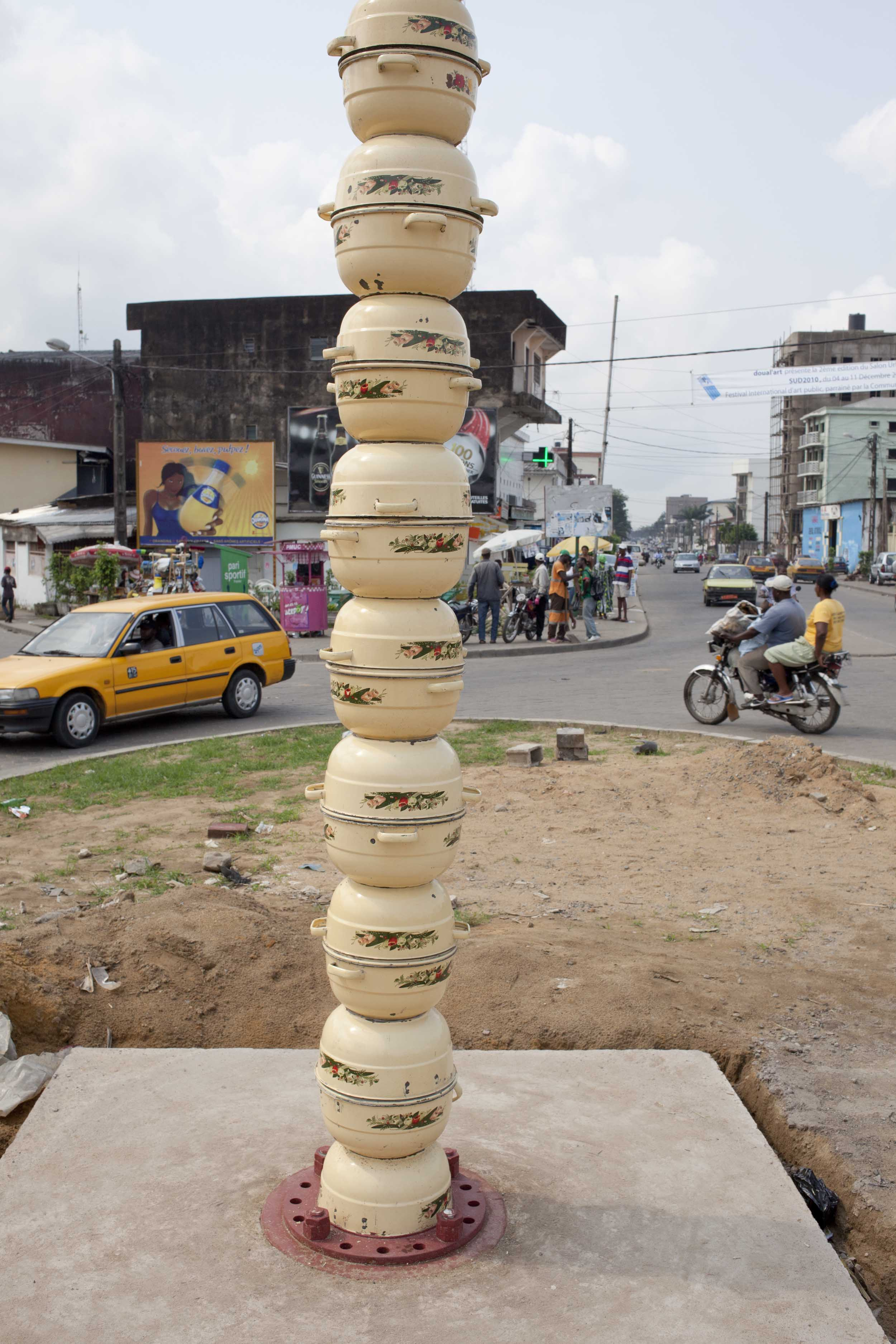
Pascale Marthine Tayou Colonne pascale

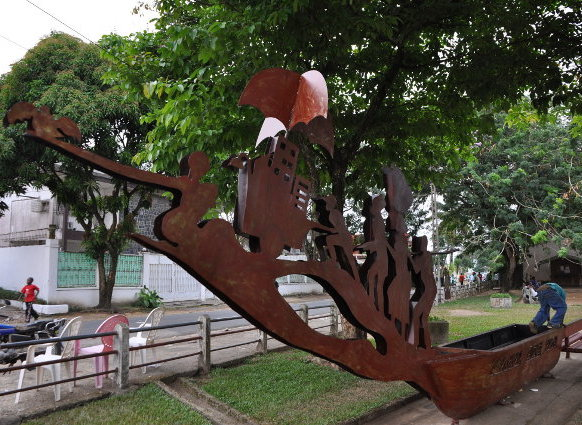
Hervé Youmbi, Pirogue Celeste

- Blaise Bang né en 1968 à Douala, artiste plasticien (peinture, sculpture, installation)
- Bili Bidjocka,  installations et sculptures
- Ginette Flore Daleu (1977-2018) peintre
- LucFosther Diop (en) né en 1980 à Douala, plasticien (dessin et performances)
- Angèle Etoundi Essamba née en 1962 à Douala, photographe
- Samuel Fosso né en 1962 à Kumba, photographe
- Hako Hankson né en 1968 à Bafang, plasticien
- Pascal Kenfack, né en 1950 à Dschang, peintre-sculpteur.
- Koko Komégné, plasticien
- Achillekà Komguem né en 1973, peintre, sculpteur et vidéaste
- Osvalde Lewat née à Garoua, Photographe, réalisatrice, vidéaste (osvaldelewat.com)
- Goddy Leye (1965-2011) né à Mbouda, installations et vidéos d’art
- Salifou Lindou, né en 1965 à Foumban, plasticien, (Dak’art 98)
- Alioum Moussa né en 1977 à Maroua, peintre et sculpteur
- Joël Mpah Dooh, né en 1956, plasticien
- Samuel Nja Kwa né en 1964, photographe
- Nzante Spee né à Mbemb (1953-2005)  Peintre
- Joseph-Francis Sumégné né en 1951 à Bamendjou, Peintre, sculpteur
- Pascale Marthine Tayou né en 1967 à Yaoundé, artiste plasticien
- Barthélémy Toguo, né en 1967 à Bandjoun
- Hervé Yamguen né en 1971 à Douala, artiste plasticien (peinture, sculpture, dessin)
- Hervé Youmbi, né en 1973, Peinture, sculpture, installations
- Danièle Diwouta-Kotto

### République du Congo
- Marcel Gotène (1939-2013)
- Rhode Bath-Schéba Makoumbou
- Eugène Malonga
- Hilarion N'dinga (1932-2015)
- Frédéric Trigo Piula (1953)

### République démocratique du Congo
- Michèle Magema
- Chéri Chérin
- Mwenze Kibwanga
- Bodys Isek Kingelez
- Papa Mfumu’eto
- Aimé Mpane (vit en Belgique)
- Pierre-Victor Mpoyo
- Chéri Samba
- Freddy Tsimba

### Côte d'Ivoire
- Aboudia, peintre
- Frédéric Bruly Bouabré, peintre
- Muriel Diallo, peintre, illustratrice
- Claudie Titty Dimbeng, peintre
- Ernest Dükü, peintre-plasticien
- James Houra, peintre
- Michel Kodjo, peintre
- Jems Robert Koko Bi, sculpteur, plasticien
- Christian Lattier, peintre
- Ananias Leki Dago, photographe
- Hien Macline, photographe
- Vincent Niamien, designer
- Quyphaud Constant KOFFI, peintre
- Kibrart , photographe
- Priscilla KOUASSI, peintre
- Mamadou Ballo, peintre
- Valérie Oka, designer, plasticienne, artiste conceptuelle
- Paul Sika, photographe
- Jacques Samir Stenka, peintre
- Ouattara Watts, peintre
- Sadikou Oukpedjo, peintre, sculpteur et plasticien

### Djibouti
- Djama Elmi God

### Égypte
- Ghada Amer
- Fathi Hassan

### Éthiopie
- Mickaël Bethe-Sélassié

### Gabon
- Boris Nzebo
- Owanto

### Ghana
- El Anatsui
- Kudjoe Affutu (né en 1985)
- Eric Adjetey Anang (né en 1985)
- Joe Big-Big (né en 1961)
- Ataa Oko Addo (1919-2012)

### Kenya
- Joseph Bertiers
- Ingrid Mwangi (vit en Allemagne)

### Madagascar
- Christian Sanna
- Fitiavana Ratovo
- Joël Andrianomearisoa
- Madame Zo
- Richard Razafindrakoto
- Richianny Ratovo
- Temandrota
- Vonjiniaina

### Mali
- Cheick Diallo (vit en France)
- Abdoulaye Konaté

### Maroc
- Younès Rahmoun
- Faouzi Laatiris
- Mounir Fatmi
- Mohamed Thara
- Hicham Berrada
- Lalla Essaydi
- Hassan Darsi
- Najia Mehadji
- Mohammed Saoud

### Mauritanie
- Béchir Malum

### Mozambique
- Luis Basto
- Berry Bickle

### Nigeria
- Ben Enwonwu
- Fatimah Tuggar

### Rwanda
- Epa Binamungu

### Sénégal

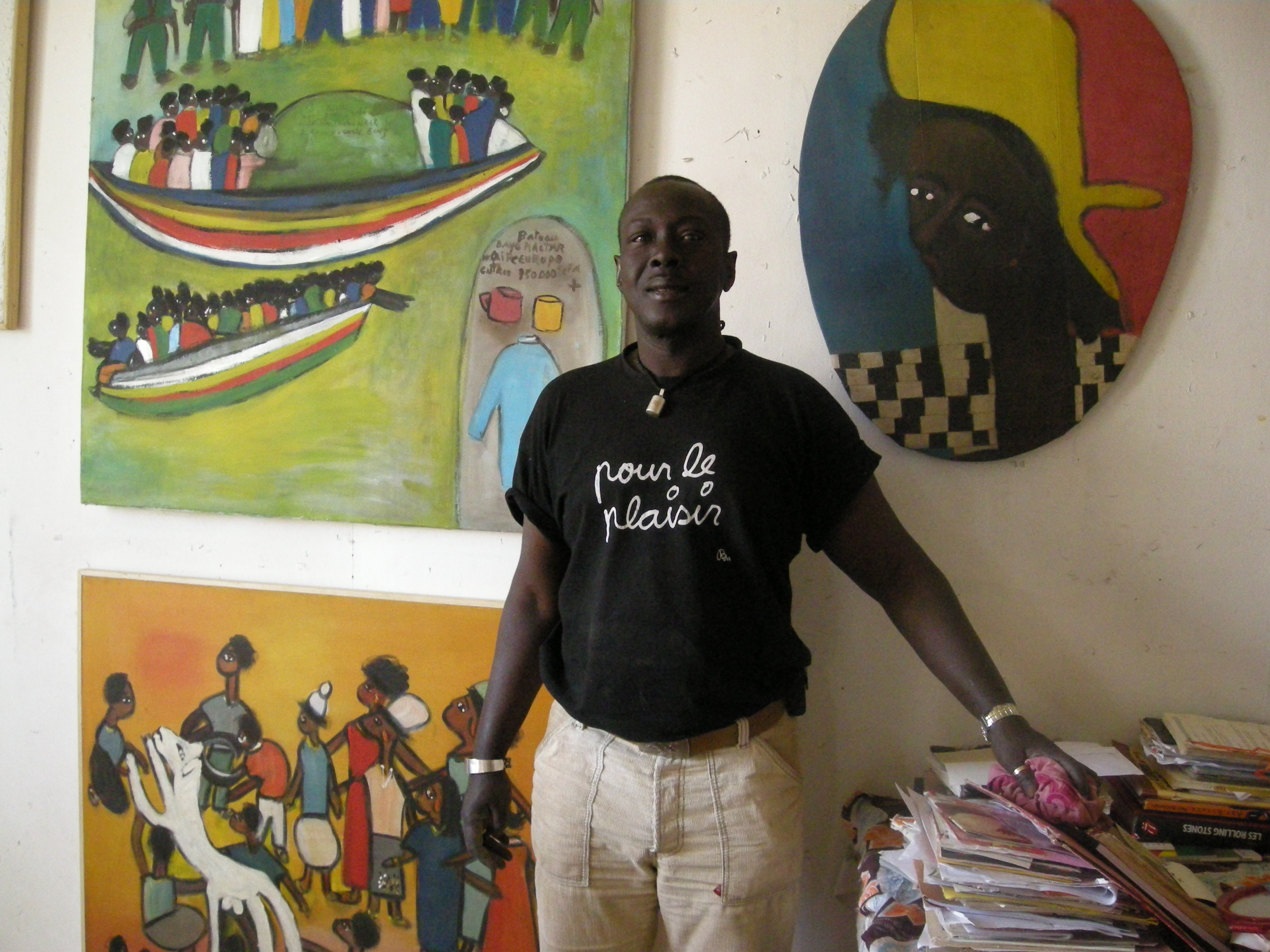
Ibrahima Kébé

- Cheikhou Bâ[1]
- Fodé Camara
- Seyni Awa Camara
- Mansour Ciss (vit à Berlin)
- Soly Cissé[1]
- Katta Diallo
- Sea Diallo
- Moustapha Dimé[1]
- Bocar Pathé Diong
- Djibril André Diop
- Cheikh Diouf[1]
- Théodore Diouf
- Papa Oumar Fall[2], dit « Pofrima » (vit en Allemagne)
- Anta Germaine Gaye
- Amadou Camara Guèye[1]
- Fathi Hassan
- Kalidou Kassé
- Ibrahima Kébé
- Souleymane Keita
- Joëlle le Bussy Fal
- Ndary Lô[1]
- Ismaïla Manga
- Kré Mbaye
- Serigne Mbaye Camara[1]
- Amadou Makhtar Mbaye, dit « Tita »
- Gabriel Kemzo Malou[1]
- Iba N'Diaye
- Serigne Ndiaye
- Mohamadou Ndoye dit « Douts »[1]
- Ibrahima Niang dit Piniang[1]
- Modou Niang
- Henri Sagna[1]
- Amadou Seck
- Diatta Seck
- Amadou Kane Sy
- El Hadj Sy
- Ousmane Sow

### Togo
- Agbagli Kossi
- Kossi Aguessy
- Kossi Assou
- Sokey Edorh

### Zambie
- Henry Tayali

### Zimbabwe
- Fanizani Akuda
- Kudzanai Chiurai